# NASA X-57 Maxwell
Il NASA X-57, noto anche come Maxwell, è un velivolo sperimentale a propulsione elettrica in via di sviluppo da parte della National Aeronautics and Space Administration (NASA), il cui obiettivo primario è quello di dimostrare tecnologie in grado di ridurre i consumi di carburante, le emissioni in atmosfera e la produzione di rumore durante il volo.
Il primo disegno del veicolo venne presentato per la prima volta con la denominazione X-57 a giugno 2016 all'Aviation and Aeronautics Forum and Exposition promosso ogni anno dall'American Institute of Aeronautics and Astronautics (AIAA). I primi test di volo sono iniziati nella primavera del 2018 ed entro il 2019 si prevede l'integrazione delle ali motorizzate, in modo da avviare lo sviluppo di cinque modelli più grandi per la produzione commerciale.
L'X-57 sarà il primo aereo X elettrico ed è stato nominato in onore di James Clerk Maxwell, che nel suo immenso lavoro di descrizione della natura delle forze elettromagnetiche gettò le basi per lo sviluppo dei motori elettrici, degli inverter e dei bus alimentativi che compongono il gruppo propulsivo del velivolo.

## Disegno

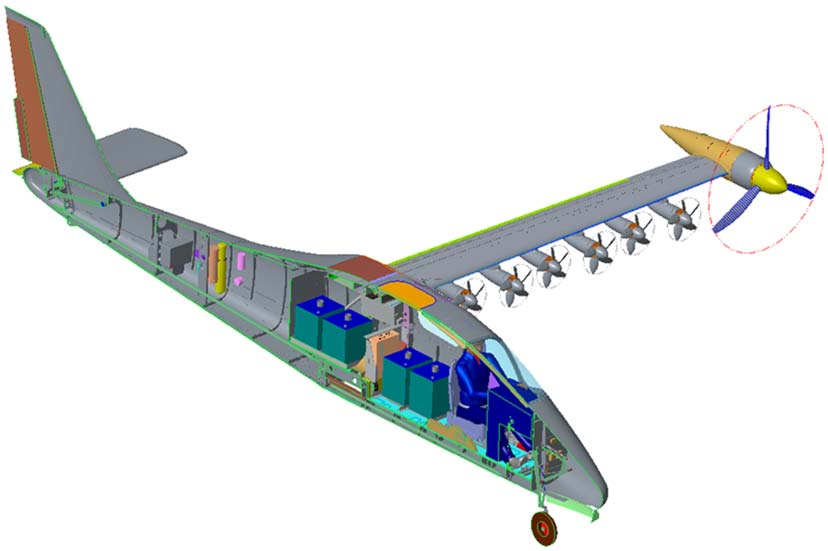
Modello isometrico dell'X-57 tagliato a metà che visualizza il sistema di batterie, l'ala ad elevato allungamento, i motori elettrici e il bus d'alimentazione.

L'X-57 è un velivolo sperimentale disegnato per migliorare di 3,5 volte l'efficienza dei voli aerei attuali ad alta velocità, grazie a un nuovo sistema di propulsione elettrico e ad ali fortemente ottimizzate. L'integrazione di nuove tecnologie nei sistemi critici di un velivolo sperimentale pone delle sfide uniche che richiedono attente considerazioni progettuali in tutto il sistema, per quanto riguarda la qualificazione dei nuovi motori, la compatibilità del bus propulsivo elettrico con i sistemi preesistenti e il monitoraggio dei nuovi dispositivi qualificati.

### Panoramica
L'X-57 Maxwell è il cuore del programma Scalable Convergent Electric Propulsion and Operations Research (SCEPTOR). Per raggiungere un'efficienza nel volo 3,5 volte superiore rispetto agli standard aero-propulsivi attuali si è scelto di adottare la fusoliera di un Tecnam P2006T (prodotto da Costruzioni Aeronautiche Tecnam S.r.l., con sede a Capua, Italia), adattata con un'ala ad elevato allungamento, motori elettrici allocati sulle punte, una schiera di eliche minori integrate sul bordo anteriore delle ali, e serbatoi sostituiti da batterie. Le tecniche di integrazione (propulsion airframe integration, PAI) studiate in precedenza ma mai prima d'allora praticate per via dei limiti imposti dalle soluzioni propulsive tradizionali si prestano qui a concrete applicazioni e consentono netti miglioramenti sul piano energetico-operativo.

### Avionica
L'avionica dell'X-57 è disegnata per offrire un'esperienza di pilotaggio simile a quella del Tecnam P2006T, che come già detto costituisce il veicolo dal quale deriva. L'approccio al design prevede il mantenimento di più sistemi avionici preesistenti possibili, permettendo l'uso di determinate procedure identificate nel Pilot Operating Handbook. Il cross-strapping, ovvero l'interconnessione di due unità identiche con il sistema rimanente in modo che entrambe le unità possano fornire la funzionalità richiesta, consente ai due motori di operare collegati a uno stesso bus principale che viene alimentato da un apparato di batterie, tra cui alcune di backup. In questo modo viene consentita l'operatività dei sistemi avionici essenziali del veicolo, come gli strumenti, i carrelli d'atterraggio e le flaps, anche in caso di perdita di energia. I bus di alimentazione riguardanti l'avionica sono complessivamente 3, di destra, di sinistra e di backup. Il dimostratore mantiene molti degli interruttori, relè e cablaggi del Tecnam P2006T. I bus di alimentazione di destra e di sinistra sono alimentati dalle due batterie primarie, che avendo tensione nominale 461 V DC, sono collegate a convertitori buck (uno per batteria) che restituiscono 14 V DC al bus, in relazione al carico complessivo. La batteria di backup preesistente, invece, è connessa ed entra in funzione per fornire alimentazione di base in caso di spegnimento prematuro dei sistemi. Per quanto riguarda le operazioni di test a terra, in questo caso l'avionica viene alimentata dal socket di alimentazione esterno. Tra Tecnam P2006T e X-57 la strumentazione e l'avionica delle ali sono fortemente diverse. Il primo viene alimentato dal generatore di destra la cui corrente DC viene portata a 28 V da un convertitore boost. All'avionica è aggiunto un backup per migliorare la ridondanza sui motori principali, gli avvolgimenti doppi vengono gestiti da due controller separati. Data la forte ridondanza del sistema il pannello del Tecnam P2006T è stato personalizzato, in modo da riportare in modo dettagliato le parti vitali del sistema ed eventuali falle e malfunzionamenti al pilota.